# طواف سان سيباستيان 2011
طواف سان سيباستيان 2011 (بالإنجليزية: 2011 Clásica de San Sebastián)‏ هو سباق دراجات هوائية أقيم بتاريخ 30 يوليو 2011، تكون السباق من 1 مراحل وامتدّ لمسافة 234 كم بسرعة 40.24 كم/س، استغرق السباق 5 ساعة 48 دقيقة 52 ثانية. فاز به البلجيكي فيليب جيلبير.

## الترتيب
| م                     | الدرّاج       | البلد  | الزمن                    |
| --------------------- | ------------ | ------ | ------------------------ |
| الفائز بالترتيب العام | فيليب جيلبير | بلجيكا | 5 ساعة 48 دقيقة 52 ثانية |